# Josef Theodor Krov
Josef Theodor Krov (19. prosince 1797 Nové Strašecí – 1. března 1859 Draguignan, Francie) byl český zpěvák a hudební skladatel.

## Biografie
Od dětství se učil hře na housle a zpěvu, po gymnáziu v Praze studoval na práva na Pražské universitě. Působil jako zpěvák u budapešťské opery, vystupoval v Německu v Mohuči, od konce 1831 v Amsterodamu a od roku 1835 jako koncertní pěvec a učitel v Londýně. Kvůli nervovému onemocnění byl nucen ukončit veřejná vystupování, na konci života se usadil v Draguignanu ve Francii.

## Dílo
Byl autorem textu a hudby písně Těšme se sladkou nadějí, která byla označována jako "druhá česká hymna". Vydal ji nakladatel J. Hoffmann jako anonymní Píseň husitskou z 15. století, spekuluje se, že tuto mystifikaci měl na svědomí Václav Hanka. Píseň hudebně zparafrázoval, a tím i zpopularizoval, Ferenc Liszt. Zkomponoval i několik dalších písní.